# Wiaczesław Burba
Wiaczesław Burba (ur. 5 lipca 1977 w Szymkencie) – kazachski bokser złoty medalista igrzysk azjatyckich z Bangkoku (1998). Posiada również rosyjskie obywatelstwo.

## Kariera amatorska
W 1998 został złotym medalistą igrzyskach azjatyckich w Bangkoku, rywalizował tam w wadze średniej. W następnym roku zdobył brązowy medal na mistrzostwach Azji w Taszkencie.

## Kariera zawodowa
Na ringu zawodowym zadebiutował 22 marca 2001. Jego kariera trwała do marca 2003. Stoczył przez ten czas 13 pojedynków, notując same zwycięstwa.